# Quand tout s'enfuit
«Quand tout s'enfuit» —[ kɑ̃ tu s‿ɑ̃fɥi ]; en español: «Cuando todo se escapa»— es una canción compuesta por Jad Rahbani e interpretada en francés por Aline Lahoud. Fue elegida para representar a Líbano en el Festival de la Canción de Eurovisión de 2005 mediante la elección interna de la emisora libanesa Télé Liban, aunque esta se retiró antes de su celebración.

## Festival de la Canción de Eurovisión 2005
El 21 de octubre de 2004, Ibrahim El Khoury, Presidente Director General de Télé Liban, expresó su intención de participar en el Festival de la Canción de Eurovisión 2005 en Kiev, Ucrania. El 3 de noviembre de 2004, se anunció que Aline Lahoud había sido seleccionada internamente por la emisora para representar a Líbano. La canción fue elegida a mediados de febrero de ese año. Se previó que Lahoud interpretaría la canción en la semifinal, que tuvo lugar el 19 de mayo de 2005.
El país se retiró del festival ya que la emisora libanesa se negó a retransmitir la actuación israelí del festival.

## Formatos
| Disco compacto promo |                       |          |  |
| N.º                  | Título                | Duración |  |
| 1.                   | «Quand tout s'enfuit» |          |  |
| 2.                   | «It's Over»           |          |  |

## Créditos
- Aline Lahoud: voz
- Jad Rahbani: composición
- Roméo Lahoud: letra
- Elias Rahbani Studios: grabación

Fuente:

## Historial de lanzamiento
| Región | Fecha           | Formato               | Discográfica | Ref.  |
| ------ | --------------- | --------------------- | ------------ | ----- |
| Líbano | Febrero de 2005 | Disco compacto, promo | -            | [ 1 ] |